# Aïda Mbaye
Pour les articles homonymes, voir Mbaye.
Aïda Mbaye, morte en 1986, est une femme politique sénégalaise. 

## Biographie
Aïda Mbaye, membre du Parti socialiste, est élue à l'Assemblée nationale en 1983.
Elle est élue en même temps que Arame Diène et Ramatoulaye Seck. Les trois femmes sont connues pour leur charisme et leurs capacités en politique bien qu'elles n'aient pas reçu de formation académique. Elle meurt au cours de son mandat, en 1986.